# Acrocercops symbolopis
Acrocercops symbolopis är en fjärilsart som beskrevs av Edward Meyrick 1936. Acrocercops symbolopis ingår i släktet Acrocercops och familjen styltmalar.
Artens utbredningsområde är Thailand. Inga underarter finns listade i Catalogue of Life.